# Maison gothique
La maison gothique est un type de maisons construites à partir du début du XIIe siècle dans les villes françaises aux époques romane et gothique. Elle se présente à l'extérieur par une claire-voie, c'est-à-dire une série de baies géminées éclairant le premier étage.

## Description
Il s'agit de maisons d'habitation familiales en pierre de plan carré comportant trois étages : 
- un rez-de-chaussée à usage de boutique ou d'atelier, avec une large baie en arc brisé donnant sur la rue et une porte latérale donnant accès à l'escalier;
- un étage comportant au moins une grande pièce à usage de séjour et d'ouvroir, bien éclairée par " claire-voie" (c'est-à-dire série de baies géminées) et chauffé par une vaste cheminée à conduit conique,
- un étage plus bas de plafond à usage de grenier et de séchoir.

## Spécimens conservés
Il y a peu de spécimens de ce type de maison de ville qui soit conservé sans avoir été altéré ou mutilé.
Ville de Cluny
C'est dans cette ville qu'on trouve les spécimens les plus anciens.
- Maisons gothiques à Cluny

"Maisons
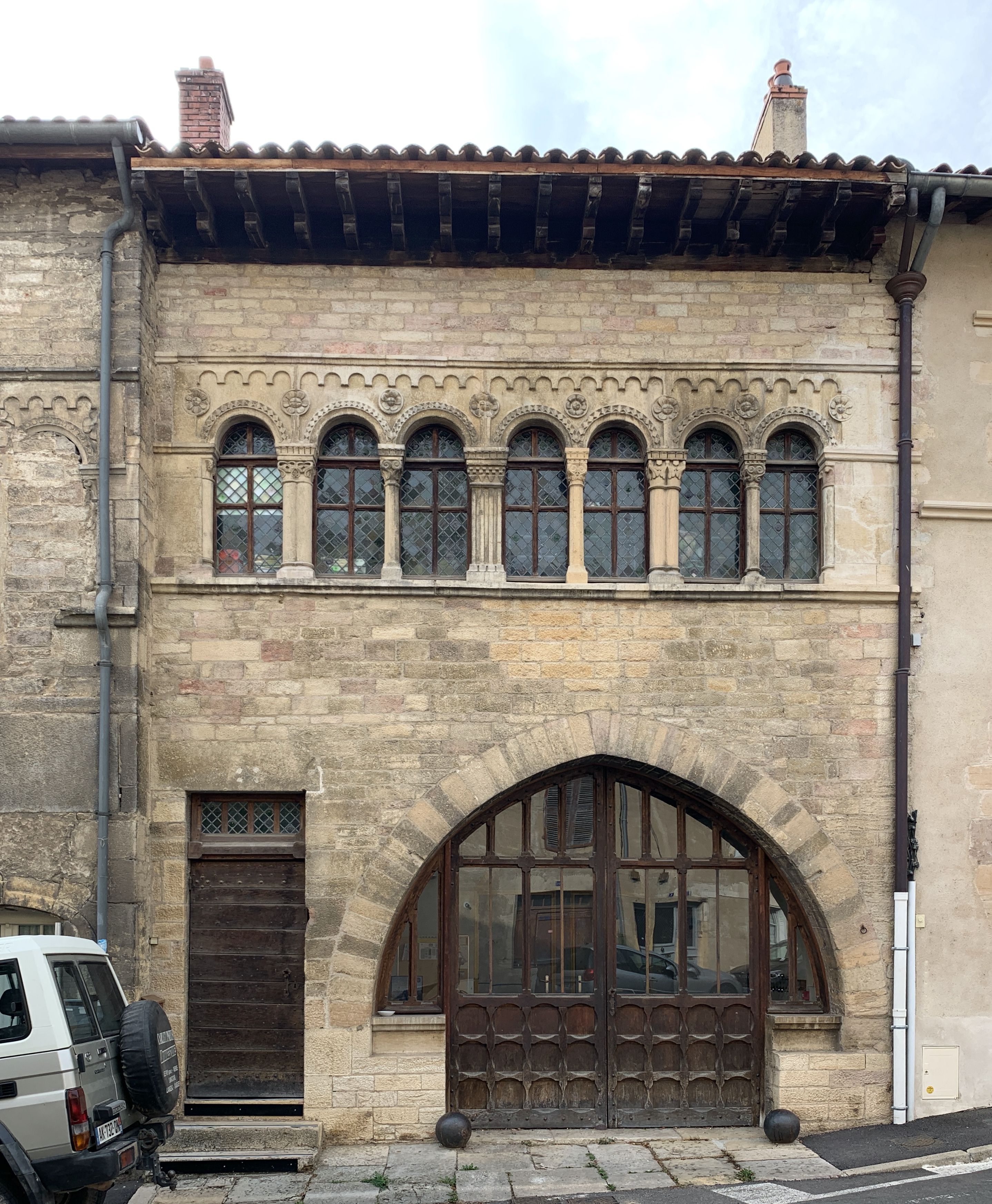
Maison avec son clairevoie de style roman.

Ville de Cordes-sur-Ciel
Cette bastide est surnommé la « cité aux cent ogives » pour sa grande quantité d'édifices civils de style ogival.
- Maisons gothiques à Cordes-sur-Ciel

"Maisons
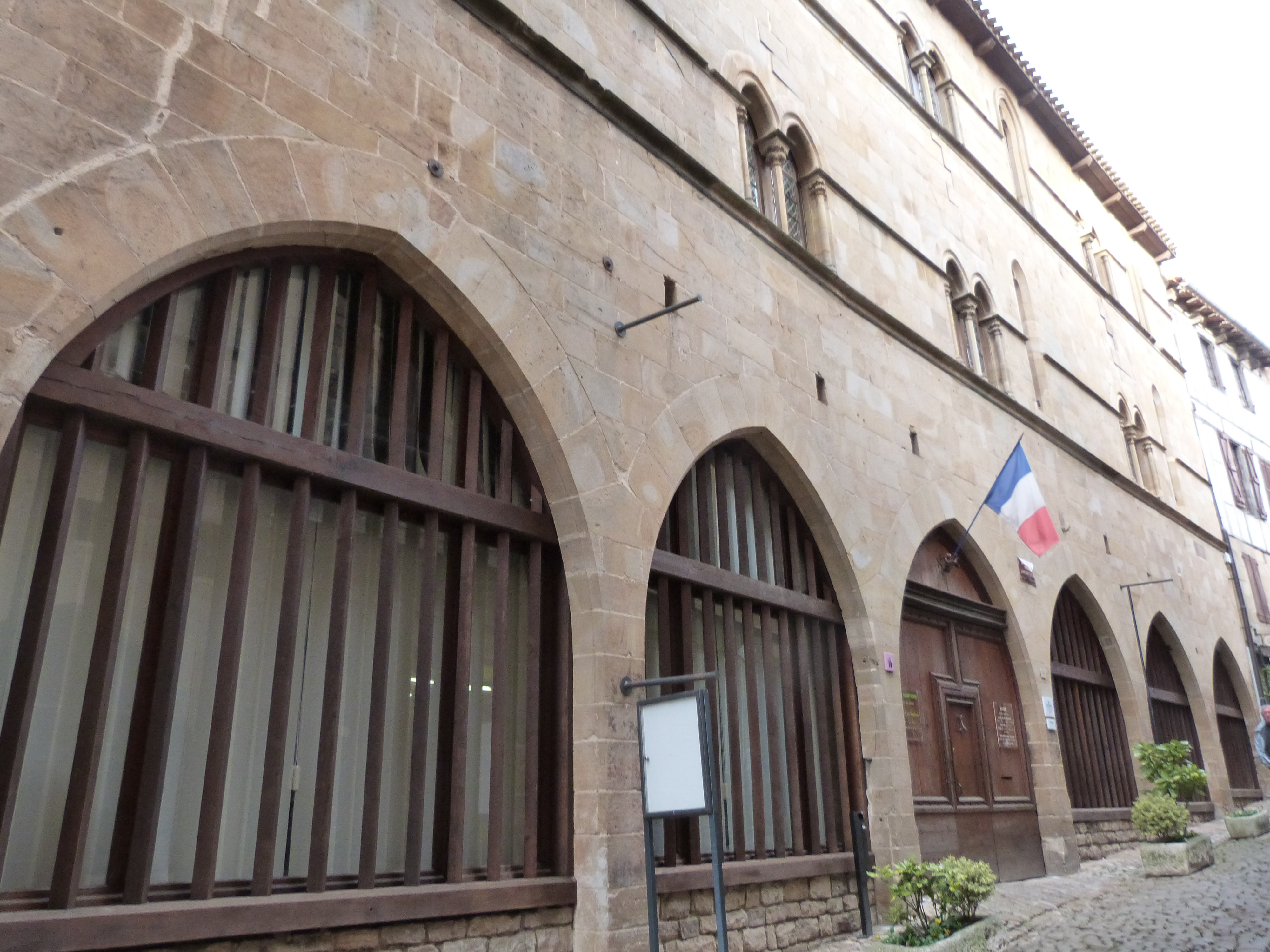
Maison Fompeyrouse.
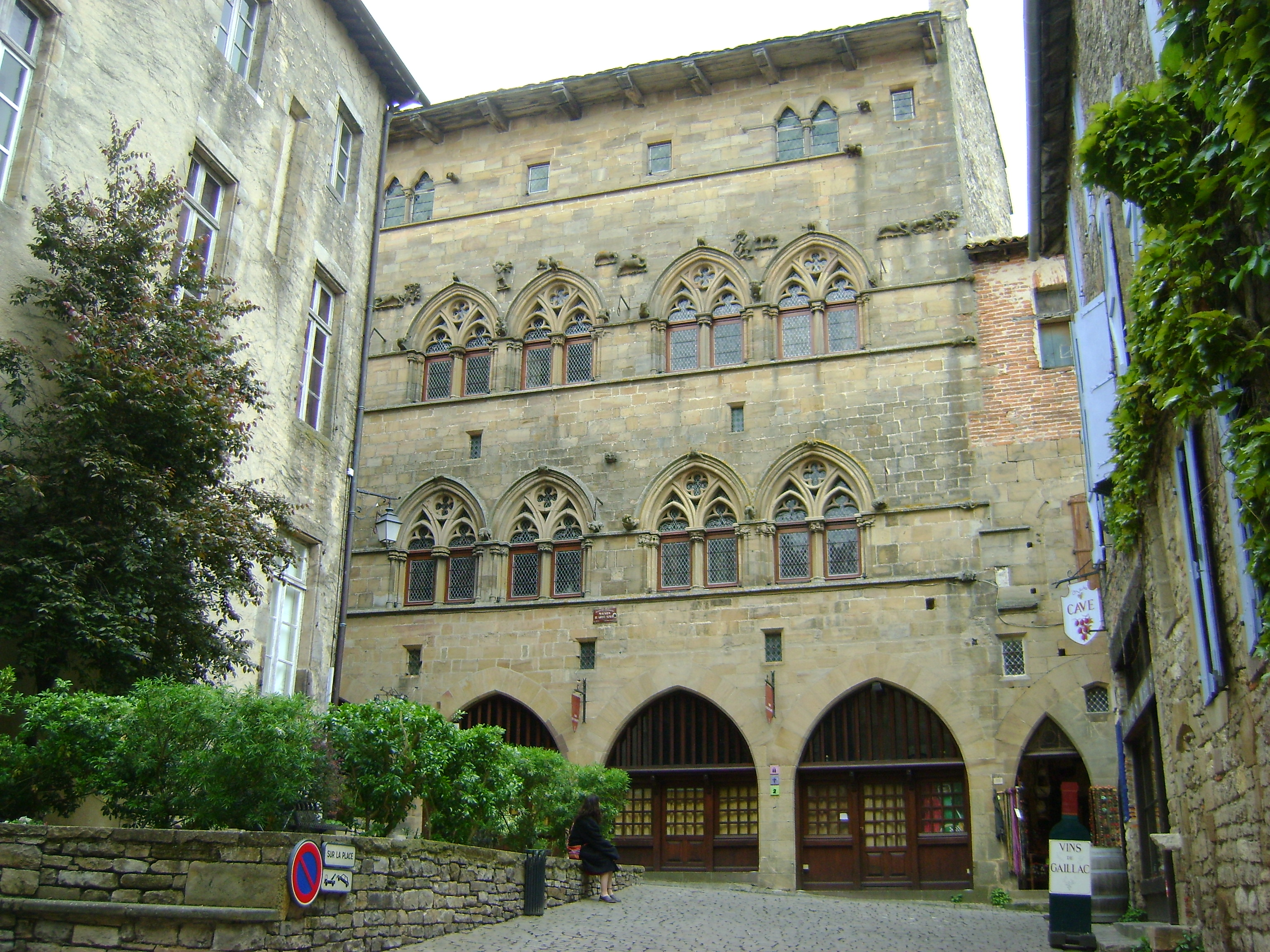
Maison du Grand Veneur.
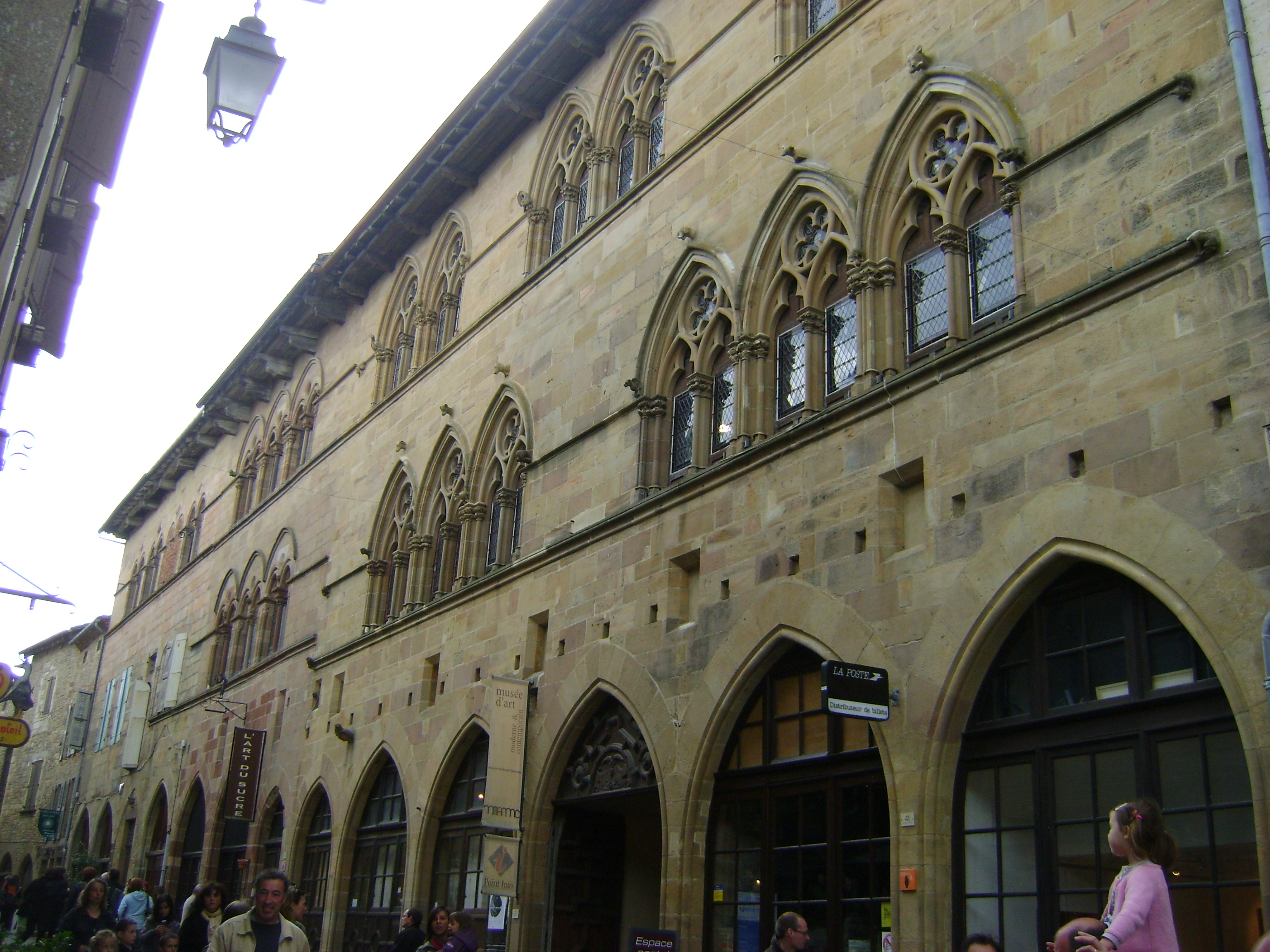
Maison du Grand Fauconnier.
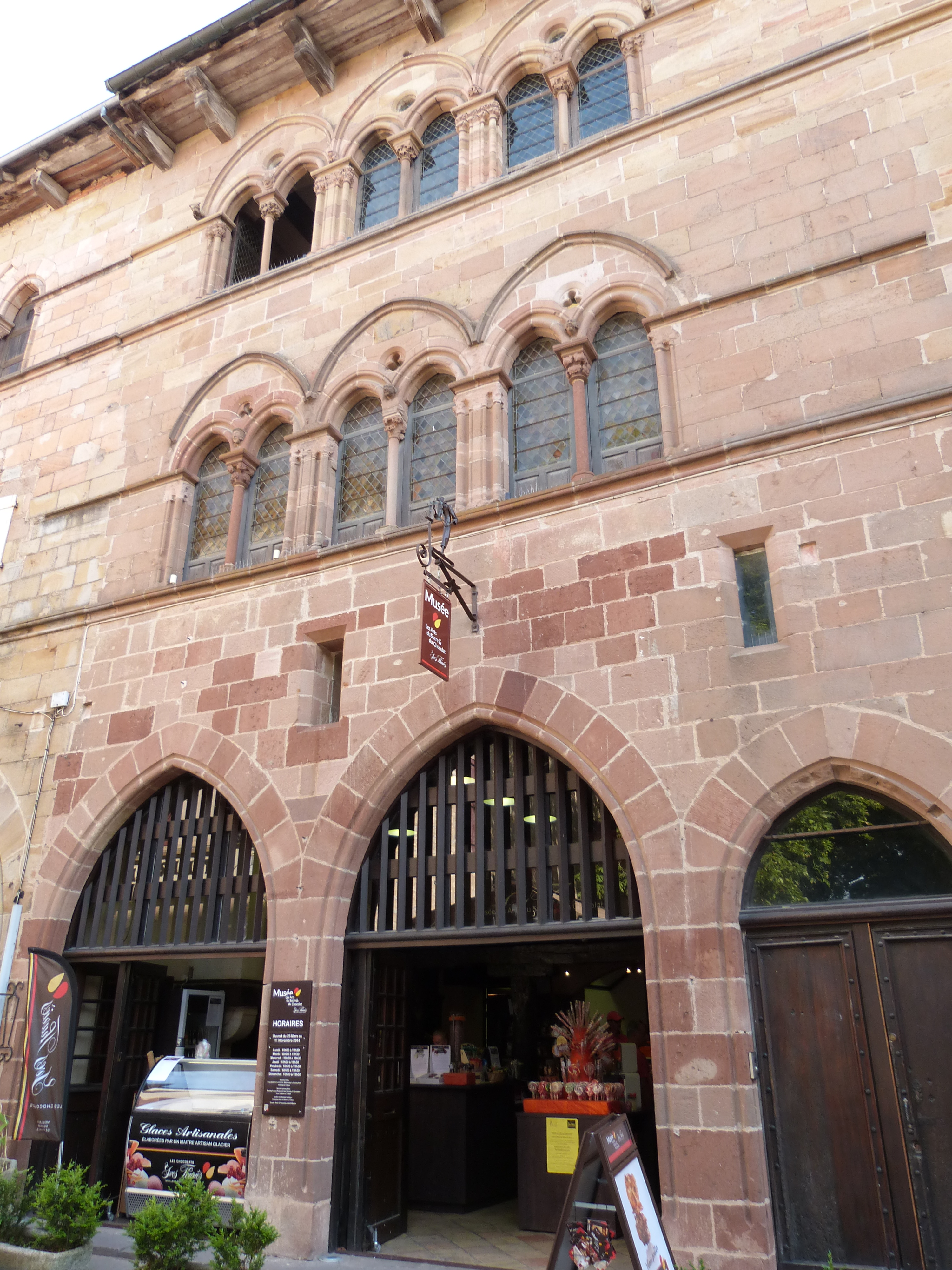
Maison Prunet.
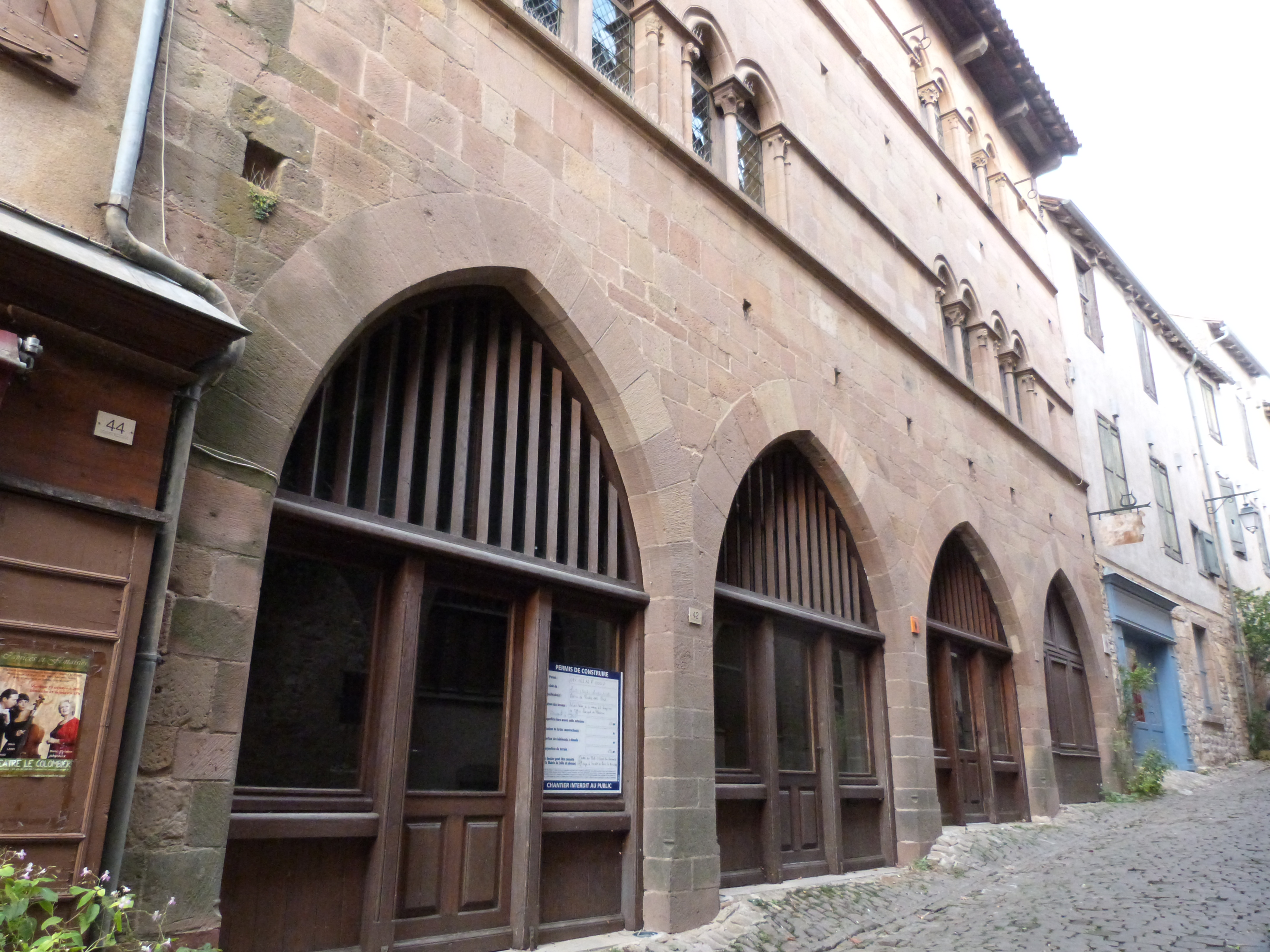
Maison Gaugiran.